# Lange Antares 21E
Dimensions
Le Lange Antares 21E est une évolution du motoplaneur Antares 20E avec des extensions d'aile pour porter l'envergure à 21,5 mètres.

## Historique
Le Antares 20E a des performances faibles en condition thermique pur. Les clients ont demandé une évolution pour corriger ce petit défaut. Lange a développé les extensions d'ailes et modifié le profil de la profondeur.

## Technologie
Planeur conçu avec :
- Cellule de survie pour le pilote ;
- 70 batteries d'une tension de 288V ;
- Pompe hydraulique ;
- Gestion hydraulique de la sortie et de la rétraction du train d'atterrissage ;
- Sortie du moteur et verrouillage des portes de logement moteur.